# 葉城松
葉城松（1923年7月12日—1956年9月26日），中國共產黨員，嘉義市人，曾任台大法學院支部書記，因李登輝介紹加入新民主同志會，由新民主同志會創辦人之一的陳炳基介紹加入共產黨，1948年擔任台灣省工作委員會台大法學院支部書記，發展地下組織，引薦郭正堂、許昭然等入黨，1949年8月光明報被繳獲，光明報組織曝光多人遭到逮捕，葉松城因參與發送地下刊物被迫南下躲避，1950年共諜蔡孝乾變節供出大批共黨組織人員名單，導致中國共產黨在台組織瓦解，葉城松也因涉及叛亂罪而遭通緝，1954年被捕，於1956年9月26日槍決於台北馬場町刑場。

## 生平

### 加入共產黨
葉城松，1923年生於日治台南州朴子人(今嘉義朴子)，父葉火生，台南州嘉義中學校畢，後考入台灣大學法學院，1947年二二八事件發生後陳炳基等都會到台大農經系大四生李登輝位於台北市川端町的普羅寮聚會，當時葉城松也往來其間，後經陳炳基介紹加入中國共產黨，受楊廷椅等領導，1948年擔任台灣大學法學院支部書記，吸收其同學柯耀南參加，並領導郭正堂、許昭然等加入共產黨，1948年10月當選法學院學生自治會理事，成立台大新聞會、五四晚會、時事研究會、台大壁報會等，積極發展組織吸收有志青年。

### 三二九青年節晚會與四六事件
1949年3月20日發生警察取締台大法學院學生雙載，導致師大及台大學生包圍警局，3月29日主持青年節營火晚會，葉城松擔任總指揮，當晚以紀念黃花崗革命烈士為名，除了台大、師院以外台北市中等以上學校學生也踴躍參加，當晚演唱歌曲《你是燈塔》(跟著共產黨走)、《你是舵手》，當時參與演出的麥浪歌詠隊員印象深刻。

當晚呼應1947年南京五二〇運動的主軸反飢餓、反內戰、反迫害，並成立台北市大中學校學生聯合會及台灣學生聯盟，預定於五四週年紀念串連全省中等以上學校發動遊行，由於各種跡象顯示學生左傾情形嚴重，引發執政當局陳誠以整頓學風為由派兵進入台大搜捕學生的四六事件，四六事件發生後，葉城松積極營救遭逮捕學生。

### 組織瓦解與就義
1949年8月，光明報被繳獲，台大法商學生王明德意外造成光明報組織曝光，造成王子英、林榮勳、詹昭光、戴傳李等多人遭到逮捕，1949年10月葉城松亦南下躲避，由張璧坤接任台大法學院書記，返回故鄉後葉城松任職於台鐵嘉義車站，引薦歐振隆、周慎源(周慎源後轉往桃園發展)、洪金盛等加入共產黨，同時吳玉成、胡滄霖、賴正亮也接受其領導，並由陳水木及李水井領導擔任嘉義支部書記，領導陳清度、張碧江、鄭文峰、黃師廉、黃雨生、許昭然、邱來源等人，1950年1月共諜蔡孝乾落網，3月劉沼光及學工委書記徐懋德潛逃回大陸，4月共諜蔡孝乾再度落網，5月蔡孝乾變節供出大批共黨組織人員名單，導致中國共產黨在台組織瓦解，葉城松也因涉及叛亂罪而遭通緝，葉城松與張璧坤、吳玉成、胡滄霖、賴正亮、胡滄霖有親戚關係的王耀東與、中共交通員劉光典逃亡躲避於嘉義山區，王耀東、劉光典隸屬中央政治局洪國式小組成員，1954年張璧坤線報遭逮捕後，葉城松由父親葉火生及王宏仁陪同自首，警方搜山王耀東與劉光典2月13日落網，1954年4月25日臺灣省保安司令部軍法處判決書字號:43審三字第76號，判決葉城松、張璧坤死刑，同案吳玉成、胡滄霖、賴正亮亦遭判決死刑，於1956年9月26日同案五人槍決於台北馬場町刑場。

### 紀念
2013年10月 北京西山國家森林公園的無名英雄廣場上立有無名英雄紀念碑，為紀念來台灣在1950年代被處決「隱避戰線烈士」而設立。葉城松烈士銘刻於紀念碑上。

### 平反
2019年2月27日，促進轉型正義委員會第三批平反，依據促轉會第16次、第18次、第19次委員會議決議，撤銷受難者黃頂君等1050人之刑事有罪判決暨其刑，其中(43)審三字第76號，有關葉城松意圖以非法之方法顛覆政府而著手實行之有罪判決暨其刑及沒收之宣告正式撤銷。